# Język sumeryjski
Język sumeryjski (sum. 𒅴𒂠, eme-gi7/gir15, akad. Ŝumeru) – starożytny język używany w Sumerze, w południowej Mezopotamii od co najmniej IV tysiąclecia p.n.e. Jeden z najstarszych zapisanych języków. Jako język mówiony został wyparty przez język akadyjski około 1700 p.n.e., ale funkcjonował jako język tekstów religijnych, ceremonialnych i naukowych do około I wieku p.n.e. Był zapomniany do czasu odczytania w XIX wieku. Język sumeryjski nie jest spokrewniony z językami używanymi przez okoliczne ludy i jest na ogół uważany za izolowany. Do jego zapisu stosowano pismo klinowe. Sumeryjski był językiem aglutynacyjnym i ergatywnym.

## Historia

### Okresy rozwoju języka
Licząca trzy tysiące lat historia języka sumeryjskiego dzieli się na:

#### Okres archaiczny lub wczesnosumeryjski (3100–2600 r. p.n.e.)
Przeważają teksty z zakresu ekonomii i administracji. Znaleziska pochodzą głównie z Uruk (faza IVa i III) oraz z Szuruppak. Od okresu Dżemdet Nasr datuje się niektóre akty prawne i utwory literackie w formie archaicznej. Ponieważ elementy gramatyczne są w piśmie odzwierciedlone jedynie wyjątkowo, teksty w niewielkim jedynie stopniu pozwalają na zrozumienie struktury gramatycznej.

#### Okres starosumeryjski (2600–2200 r. p.n.e.)
Tekstom z zakresu ekonomii i administracji towarzyszą pierwsze dłuższe inskrypcje królewskie i pojedyncze teksty literackie. Miejscem znalezisk głównych jest Lagasz. Teksty tej fazy zawierają już pewne informacje dotyczące gramatyki języka sumeryjskiego. Po okresie semickiego królestwa Akadów (2350–2200 r. p.n.e.), który zbiega się ze znacznym spadkiem liczby tekstów sumeryjskich, następuje odrodzenie.

#### Okres nowosumeryjski (2200–2000 r. p.n.e.)
Najwięcej znalezisk pochodzi z okresu III dynastii Ur (okres Ur III). Liczne teksty z zakresu ekonomii pochodzą z Lagaszu, Ummy i Uru. Z tego okresu zachowało się sporo aktów prawnych i akt sądowych. Kluczowe znaczenie mają obszerne hymny Gudei, władcy miasta-państwa Lagasz, utrwalone na glinianych cylindrach (ok. 2130 r.), które pozwoliły na analizę podstaw języka sumeryjskiego (A. Falkenstein 1949/78).

#### Okres późnosumeryjski (2000–1700 r. p.n.e.)
Język sumeryjski był wciąż używany w mowie w niektórych częściach Mezopotamii południowej (obszar Nippur), był jednak głównie językiem pisanym, wykorzystywanym intensywnie w tekstach z zakresu ekonomii i administracji oraz królewskich inskrypcjach (często dwujęzycznych – sumeryjsko-akadyjskich). Wiele dzieł literackich przekazywanych ustnie od najstarszych czasów – wśród nich także sumeryjska wersja niektórych części znanego Eposu o Gilgameszu – zostało wówczas po raz pierwszy zapisanych przy użyciu pisma sumeryjskiego.

#### Okres postsumeryjski (1700–100 r. p.n.e.)
Język sumeryjski nie był już używany w mowie, również jako język pisany był intensywnie wypierany przez język akadyjski (język babiloński na południu i język asyryjski na północy Mezopotamii). Odgrywał jeszcze rolę jedynie języka nauki, kultu i literatury. Tego, że przez długi czas język ten miał duże znaczenie, dowodzi jednakże, że jeszcze w VII wieku p.n.e. król asyryjski Aszurbanipal chwalił się w swej inskrypcji umiejętnością czytania tekstów sumeryjskich. Z okresu postsumeryjskiego pochodzi duża część list słownictwa dwujęzycznego (akadyjsko-sumeryjskiego), które w XIX wieku umożliwiły odczytanie języka sumeryjskiego.

### Poprzednicy i sąsiedzi Sumerów
Trudno jest powiązać pojawienie się Sumerów z określonymi horyzontami archeologicznymi czy wydarzeniami. Starsze badania języka Sumerów (np. Falkenstein) opierały się na założeniu, że Sumerowie nie byli ludnością rdzenną południowej Mezopotamii, lecz przywędrowali tam dopiero w IV tysiącleciu p.n.e. i zasymilowali się z jej mieszkańcami. Doszukiwano się przedsumeryjskiego substratu językowego (zwanego niekiedy językiem protoeufrackim), mającego być źródłem słów, których nie można wyjaśnić na podstawie języka sumeryjskiego. Należą do nich nazwy miast, takie jak Ur, Uruk (Unug), Larsa i Lagasz, imiona bogów – Nansze i Gatumdu, jak również pojęcia z zakresu rolnictwa – apin ‘pług’, engar ‘oracz’, ulušin ‘piwo pszeniczne’, nimbar ‘drzewo daktylowe’, nukarib ‘ogrodnik’, taskarin ‘bukszpan’ (stąd łacińskie taxus) oraz określenia z dziedziny obróbki metali – simug ‘kowal’ i tibira ‘blacharz’. Obecność tych słów w języku przedsumeryjskim nasuwa naturalnie pytania dotyczące poziomu cywilizacyjnego, jaki reprezentowali Sumerowie w czasie, gdy przybyli do Mezopotamii.
Nie ma jednak pewności co do prawidłowości interpretacji ww. przykładowych wyrazów, gdyż nie ma pewności co do struktury słów sumeryjskich w pierwszej połowie III tysiąclecia p.n.e. W szczególności wcześniejsi badacze uznawali słowa zawierające więcej niż jedną sylabę za niesumeryjskie, co obecnie uznawane jest za niewłaściwe kryterium. Cytując G. Rubio (1999): „Nie istnieje żaden jednolity substrat, który zostawiłby ślad w słownictwie sumeryjskim. Wszystko, co można odkryć, stanowi złożoną sieć zapożyczeń o często trudnym do ustalenia kierunku.”
Sumerowie weszli stopniowo w proces symbiozy z semickim narodem Akadów, co skutkowało wzajemnym wpływem obu języków. Dotyczy to szyku wyrazów w zdaniu, fonetyki, przypadków, a przede wszystkim wzajemnych zapożyczeń leksykalnych. Około 7% słownictwa akadyjskiego stanowią zapożyczenia z języka sumeryjskiego. Również późniejszy język sumeryjski zawierał 3–4% ze słów akadyjskich (Edzard 2003).
Od początku III tysiąclecia p.n.e pod wpływem wysoko rozwiniętej kultury sumeryjskiej byli również Elamici zamieszkujący w Chuzestanie nad Zatoką Perską (współczesny południowy Iran). Znalazło to odbicie w elamickich systemach pisma. Obok rozwoju własnego pisma Elamici przejmowali i adaptowali systemy pisma stosowane w Mezopotamii. Nie ma natomiast prawie żadnych dowodów na wpływ Elamitów na Sumerów.
Nie da się również udowodnić wpływu „obcych narodów”, tj. Lulubejów, Gutejów i innych, których Sumerowie stopniowo podbili w III tysiącleciu p.n.e., na język sumeryjski. Języki tych narodów są jednakże prawie nieznane.

### Jeden z najstarszych języków pisanych

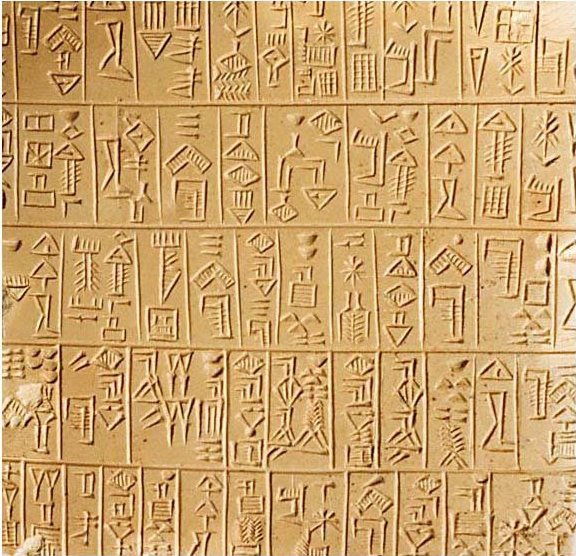
Sumeryjska inskrypcja monumentalna z XXVI wieku p.n.e.

Najpóźniej od połowy IV tysiąclecia p.n.e. Sumerowie odgrywali w południowej Mezopotamii decydującą rolę w przejściu do wysoko rozwiniętej kultury, w szczególności m.in. w rozwoju pisma, które mogło być stosowane w gospodarce i administracji, co miało miejsce ok. 3200 r. p.n.e. (znaleziska w Uruk IVa). Język sumeryjski jest jednym z pierwszych języków, dla których wynaleziono pismo. Tylko najstarsze hieroglify egipskie sięgają czasów, w których używano pisma sumeryjskiego. Związek między tymi dwoma zdecydowanie najstarszymi systemami pisma pozostaje niejasny.
Około 3200 r. p.n.e. wzory wyciskane dotąd na glinianych tokenach zaczęto odciskać na większych kawałkach gliny, dodając przy tym inne znaki. Z tej archaicznej formy w przeciągu niewielu stuleci rozwinęło się w pełni pismo klinowe, nazwane tak z powodu formy znaków, które odciskano ostrym rylcem w miękkiej glinie. Pismo to zachowało się na glinianych tabliczkach oraz innych nośnikach, takich jak posągi i budynki odkryte podczas archeologicznych prac wykopaliskowych w Mezopotamii. Zostało przejęte przez Akadów, Babilończyków, Asyryjczyków, Eblaitów, Elamitów, Hetytów, Hurytów i Urartejczyków na potrzeby ich własnych języków.
Pierwotnie sumeryjskie pismo klinowe było pismem ideograficznym lub logograficznym. Każdy znak oznaczał jedno słowo, którego znaczenie początkowo można było rozpoznać. W przeciągu kilku stuleci rozwinęła się dodatkowo forma reprezentacji sylab według zasady rebusu, zgodnie z którą znakom przyporządkowana była jedna lub więcej wartości fonetycznych sylaby (o formie najczęściej V, CV, VC, CVC, przy czym V oznacza samogłoskę, a C – spółgłoskę). W ten sposób powstało pismo logograficzno-fonetyczne.
Transliteracja pisma klinowego oraz jego analiza gramatyczna przedstawione są na przykładzie poniższego krótkiego tekstu – inskrypcji umieszczonej na wypalanej cegle przez Gudeę, władcę miasta-państwa Lagasz (ok. 2130 r. p.n.e.).
| pismo klinowe  |             |                |              |
| transliteracja | diĝir inana | nin-kur-kur-ra | nin-a-ni     |
| analiza        | dInana      | nin+kur+kur+ak | nin+ani+[ra] |

|           |          |               |
| gu3-de2-a | pa.te.si | šir.bur.la ki |
| Gudea     | ensi2    | Lagaski       |

|                            |
| ur-diĝir-ĝa2-tum3-du10-ke4 |
| ur+dĜatumdu+ak+e           |

|                     |             |
| e2-ĝir2-su.ki.ka-ni | mu-na-du3   |
| e2+Ĝirsuki+ak+ani   | mu+na+n+du3 |

Uwagi: diĝir oraz ki oznaczają tutaj determinatywy, w analizie umieszczone są one w indeksie górnym; pa.te.si oraz šir.bur.la to tzw. złożenia typu „diri”.
Tłumaczenie: Inannie, władczyni wszystkich krajów, swej pani, Gudea, władca Lagasz, sługa bogini Ĝatumdu, dom w mieście Ĝirsu dla niej wzniósł.
W celu uzyskania dalszych informacji dotyczących pisma sumeryjskiego oraz transkrypcji i transliteracji patrz artykuł pismo klinowe.

### Koegzystencja Sumerów i Akadów
Przez całe III tysiąclecie p.n.e. język sumeryjski dominował w południowej Mezopotamii. Okres dominacji przerwany został tylko w czasie istnienia semickiego królestwa Akad (2350–2200 p.n.e.). Od ok. 2600 r. p.n.e. Sumerowie coraz silniej konkurowali z Akadami, ludnością semicką (początkowo w północnej części Mezopotamii), przy czym stosunek wzajemny tych grup do siebie cechowała nie tyle wrogość, co dużo bardziej stopniowa asymilacja i integracja, prowadząca ostatecznie do koegzystencji tych narodów oraz ich języków (sumeryjsko-akadyjski obszar koegzystencji językowej, i wzajemnych wpływów językowych, patrz Edzard 2003). Począwszy od 2000 r. p.n.e. język sumeryjski tracił powoli na znaczeniu, a naród i kultura sumeryjska zostały stopniowo wchłonięte przez ludność semicką, której liczba rosła m.in. wskutek dalszej migracji na tereny zamieszkiwane przez Sumerów. Przyjmuje się, że język sumeryjski przestał być używany jako język mówiony około 1700 r. p.n.e., najpóźniej w 1600 r. p.n.e. Jako język kultu religijnego, nauki, literatury i oficjalnych inskrypcji królewskich był używany jednak długo potem. Ostatnie teksty sumeryjskie pochodzą z końcowej fazy epoki pisma klinowego (ok. 100 r. p.n.e.).

### Dialekty i socjolekty
Pomimo iż w jednym z późniejszych tekstów wymieniony został cały szereg dialektów (a właściwie socjolektów) języka sumeryjskiego, obok języka standardowego eme-gi(r) możliwe było poznanie tylko jednego socjolektu eme-sal i to jedynie w późnosumeryjskich przekazach literackich. Tę formę językową stosowano głównie wówczas, gdy w utworach literackich głos zabierały istoty żeńskie, podczas gdy części narracyjne oraz wypowiedzi mężczyzn były zapisywane w języku standardowym. Różnice pomiędzy tym socjolektem a językiem standardowym polegały na fonetycznych przekształceniach rdzenia wyrazu i morfologicznych elementów słowotwórczych, a także na użyciu słów niewystępujących w języku standardowym (np. mu-ud-na zamiast nital ‘małżonek’, mu-tin zamiast ki-sikil ‘dziewica’).

### Odkrycie

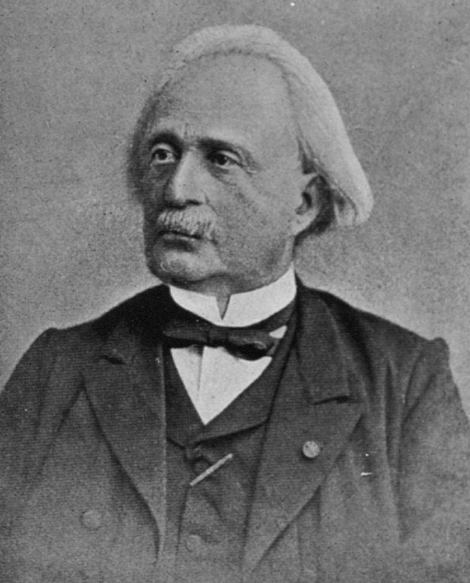
Jules Oppert

Na przełomie starej i nowej ery zaginęła wszelka wiedza o języku sumeryjskim i piśmie klinowym. W przeciwieństwie do Asyryjczyków, Babilończyków czy Egipcjan, których działalność jest szeroko udokumentowana w klasycznej starożytnej historiografii, brak jest w tychże podaniach jakiejkolwiek wzmianki o istnieniu Sumerów. Rozszyfrowanie pisma klinowego na początku XIX wieku pozwoliło na odkrycie najpierw trzech języków: babilońskiej formy języka akadyjskiego z rodziny semickiej, indoeuropejskiego języka staroperskiego oraz izolowanego języka elamickiego z obszaru współczesnego południowo-wschodniego Iranu. Z czasem rozpoznano pośród tekstów babilońskich czwarty język, który po raz pierwszy został nazwany językiem sumeryjskim przez Julesa Opperta w 1869 r. (od akadyjskiego šumeru). Sami Sumerowie nazywali własny język eme-gi(r), co mogło oznaczać „język ojczysty”; swój kraj Sumerowie nazywali zaś kengir. Istnienie i nazwa języka były przedmiotem sporu i dopiero po 20 latach archeolodzy Ernest de Sarzec, Léon Heuzey i François Thureau-Dangin, po odkryciu dwujęzycznych tekstów w Niniwie oraz dzięki licznym tekstom odkrytym w Lagasz, mogli dostarczyć niepodważalnych dowodów na jego istnienie. François Thureau-Dangin odszyfrował język sumeryjski w Inscriptions de Sumer et d’Akkad (1905), co otworzyło drogę dalszym badaniom naukowym.

## Powiązania z innymi językami
Wielokrotnie próbowano przypisać językowi sumeryjskiemu pokrewieństwo z innymi językami lub rodzinami językowymi. Brano przy tym pod uwagę języki drawidyjskie, kaukaskie, ałtajskie i uralskie, język baskijski, tybetański, staroperski, a nawet języki austroazjatyckie i bantu.
Obecnie w dyskusji na temat makrorodzin językowych język sumeryjski uznawany jest przez niektórych badaczy za kandydata do makrorodziny języków dene-kaukaskich, która miałaby obejmować języki sino-tybetańskie, północnokaukaskie, języki jenisejskie i języki na-dene oraz dodatkowo języki uznawane dotąd za izolowane, takie jak język buruszaski, baskijski oraz właśnie sumeryjski. Według badań polskiego sumerologa Jana Brauna, język sumeryjski może być powiązany z tybeto-birmańską grupą chińsko-tybetańskiej rodziny językowej. W ostatnich czasach niektórzy badacze zaliczają język sumeryjski raczej do makrorodziny nostratycznej.
Żadna z tych propozycji – również dotycząca przynależności języka sumeryjskiego do makrorodziny dene-kaukaskiej, ani tym bardziej hipoteza makrorodziny nostratycznej – nie przekonała dotychczas środowiska specjalistów. Język sumeryjski zatem nadal uznawany jest za język izolowany.

## Typ języka
Niniejsza krótka prezentacja języka sumeryjskiego koncentruje się na morfologii rzeczownika i czasownika i obejmuje tylko typowe zjawiska gramatyczne. Wyjątki oraz przypadki nietypowe ograniczają się do pojedynczych przykładów. Materiały źródłowe, na których się ta prezentacja opiera, to głównie gramatyki autorstwa D.O. Edzarda (2003) i G. Zólyomi (2005).
Przy przedstawianiu form języka sumeryjskiego zrezygnowano z podawania wariantów grafemów (różne znaki stosowane w piśmie klinowym). Zamiast tego zastosowano znormalizowane znaki – bez akcentów, znaków czy rozszerzeń fonetycznych (patrz także Zólyomi 2005). Taka metoda w dużym stopniu ułatwia osobom nie znającym pisma klinowego zrozumienie aspektów lingwistycznych, będących głównym tematem tego rozdziału.
Język sumeryjski można pokrótce scharakteryzować jako aglutynacyjny, ergatywny, w którym występuje rodzaj gramatyczny (klasa osób i rzeczy). (Przy czym w języku sumeryjskim, obok wyjaśnionych poniżej konstrukcji ergatywnych, stosowane są w określonych kontekstach również znane w językach europejskich konstrukcje nominatywno-akuzatywne; takie zjawisko zwane jest ergatywnością rozszczepioną). Czasownik znajduje się na końcu zdania, natomiast pozycja innych części zdania zależna jest od różnych czynników. Fraza rzeczownikowa i czasownikowa są ze sobą ściśle powiązane.
W języku sumeryjskim nie ma różnic formalnych pomiędzy rzeczownikami a czasownikami. Ten sam temat (rdzeń) wyrazu, może spełniać obie funkcje, przy czym wiele słów jest jednosylabowych. Np. dug to zarówno ‘mowa’, jak i ‘mówić’. Funkcję wyrazu determinuje znacznik funkcyjny (morfem oznaczający funkcję gramatyczną) oraz szyk zdania. Nie występują wrostki (jak np. w języku akadyjskim).
Wieloznaczność (homofonia) wielu sumeryjskich sylab zapisanych pismem klinowym nasuwa przypuszczenie, że sumeryjski był językiem tonalnym, czyli takim, w którym różnica wysokości tonu ma znaczenie. Przeciwko takiej interpretacji przemawia brak w Azji Przedniej inny języków tonalnych. Możliwe również, że język sumeryjski charakteryzowało większe bogactwo fonemów, niż nam znane, jednak niedoskonałości systemu pisma i pośrednia znajomość jego fonetyki poprzez język akadyjski nie pozwalają na rekonstrukcję dalszych fonemów.
Ponieważ język sumeryjski jest od dawna martwy i zachował się w przekazach zapisanych systemem, który nie zawsze daje się jednoznacznie zinterpretować, to możliwy jest jedynie przybliżony opis jego fonologii i morfologii, w szczególności morfologii czasownika (np. systemu przedrostków w odmiennych formach czasownika).

## Morfologia

### Fonemy
Na podstawie danych dostępnych dzięki badaniu pisma można stwierdzić, że zasób fonemów jest dosyć prosty. Składa się on z czterech samogłosek (a, e, i, u) i szesnastu spółgłosek:
| Transliteracja | b | d | g |  | p  | t  | k  |  | z | s | š | ḫ |  | r | r̂   | l | m | n | ĝ |
| Wymowa         | p | t | k |  | pʰ | tʰ | kʰ |  | ʦ | s | ʃ | x |  | r | (?) | l | m | n | ŋ |

Fonem /r̂/ (lub /dr/) należy według B. Jagersmy i G. Zólyomi wymawiać jako przydechową spółgłoskę zwarto-szczelinową /ʦʰ/. Ponieważ w akadyjskich zapożyczeniach językowych fonem ten występuje jako /r/, pogląd ten jest sporny.
Niektórzy (m.in. Edzard [2003]) postulują fonem /h/, wymawiany jako spółgłoska krtaniowa, bądź faryngalna.

### Morfologia rzeczownika

#### Klasa osób i rzeczy
W języku sumeryjskim istnieje rodzaj gramatyczny, odróżniający u rzeczowników klasę osób (skrót: hum) i rzeczy, a dokładniej „nieosób” (skrót: nonhum). Zwierzęta należą z reguły do klasy rzeczy. Podział rzeczowników na dwie klasy ma konsekwencje m.in. dla koniugacji i budowy liczby mnogiej. Rodzaju gramatycznego nie można rozpoznać na podstawie formy danego słowa.

#### Liczba mnoga
W języku sumeryjskim występują dwie liczby: nieoznaczona liczba pojedyncza i liczba mnoga. Liczbę mnogą rzeczowników klasy osób można oznaczać przy pomocy specjalnego znacznika (morfemu służącego do oznaczania liczby mnogiej); znacznik ten jest opcjonalny i brzmi /-ene/, a po samogłosce /-ne/. Znacznika nie stosuje się w przypadku użycia przydawki liczebnej oraz w rzeczownikach klasy rzeczy.
Liczbę mnogą można budować – obok znacznika – poprzez podwojenie rzeczownika lub następującej po nim przydawki przymiotnej. W rzeczownikach klasy rzeczy funkcję znacznika liczby mnogiej może spełniać przydawka -hi.a (a właściwie imiesłów czasownika hi ‘mieszać’).
Przykłady tworzenia liczby mnogiej:
| Sumeryjski | Polski                                                            |
| ---------- | ----------------------------------------------------------------- |
| diĝir-ene  | bogowie (hum)                                                     |
| lugal-ene  | królowie (hum)                                                    |
| lugal-umun | siedmiu królów (znacznik odpada, gdyż obecny jest liczebnik)      |
| bad        | mur(sg), mury(pl) (nonhum, dlatego brak znacznika liczby mnogiej) |
| du-du      | słowa, wszystkie słowa (totalizacja)                              |
| kur-kur    | góry, obce kraje; wszystkie góry, obce kraje                      |
| šu-šu      | ręce                                                              |
| a-gal-gal  | dużo (gal) wody (a)                                               |
| udu-hi-a   | różne owce (nonhum)                                               |

#### Ergatywność
Język sumeryjski należy do języków ergatywnych. Posiada zatem różne przypadki dla agensa (podmiotu) czasownika przechodniego oraz podmiotu czasownika nieprzechodniego. Pierwszy przypadek nazywa się ergatyw, drugi natomiast – absolutyw (absolutyw stosowany jest także dla patiensa (dopełnienia) czasownika przechodniego).
- Ergatyw > Podmiot (agens) czasowników przechodnich
- Absolutyw > Podmiot (agens) czasowników nieprzechodnich i dopełnienie bliższe (patiens) czasowników przechodnich

Przykłady konstrukcji ergatywnych (formy czasownikowe zostały omówione wraz z morfologią czasownika):
| Sumeryjski              | Polski                             | Wyjaśnienie                                                                        |
| ----------------------- | ---------------------------------- | ---------------------------------------------------------------------------------- |
| lugal-Ø mu-ĝen-Ø        | król(lugal) przybył (mu-ĝen)       | czasownik nieprzechodni: podmiot (lugal) w absolutywie                             |
| lugal-e bad-Ø i-n-sig-Ø | król zburzył (i-n-sig-Ø) mur (bad) | czasownik przechodni: agens (lugal-e) w ergatywie, dopełnienie (bad) w absolutywie |

W języku sumeryjskim obok konstrukcji ergatywnych stosowano w niektórych przypadkach również konstrukcje nominatywno-akuzatywne (mianownikowo-biernikowe). Taką cechę języka nazywa się „ergatywnością rozszczepioną”.
Porównanie konstrukcji ergatywnych i nominatywno-akuzatywnych:
|                           | Podm. czas. przech. | Podm. czas. nieprzech. | Dop. czas. przech. |
| ------------------------- | ------------------- | ---------------------- | ------------------ |
| Schemat ergatyw-absolutyw | ergatyw             | absolutyw              | absolutyw          |
| Schemat mianownik-biernik | mianownik           | mianownik              | biernik            |

#### Przypadki gramatyczne
Przypadek gramatyczny zaznacza się w języku sumeryjskim zarówno w rzeczowniku (poprzez dodanie przyrostka), jak i w czasowniku (poprzez dodanie przedrostka). Zjawisko to nazywane jest w lingwistyce double marking. We wcześniejszych pracach naukowych definiowano przypadki jedynie na podstawie oznaczenia rzeczowników. W ten sposób zidentyfikowano dziewięć przypadków, przy czym rzeczowniki klasy osób odmieniają się przez siedem, a rzeczowniki klasy rzeczy – osiem przypadków. Oznaczenia przypadków (morfemy) są identyczne w liczbie pojedynczej i mnogiej i stoją na końcu frazy rzeczownikowej (patrz poniżej), w szczególności za znacznikiem liczby mnogiej /-ene/.
Oznaczanie przypadków poprzez przodówki czasownikowe komplikują zjawiska wynikające z reguł kontrakcji, które w połączeniu ze skutkami użycia pisma sylabicznego często silnie zmieniają postać znaczników przypadków. W tym miejscu zagadnienie to nie będzie omawiane w szczegółach (por. Falkenstein 1978, Edzard 2003), głównie dlatego, że prace badawcze dotyczące tego właśnie aspektu gramatyki języka sumeryjskiego nie zostały jeszcze zakończone.
Według nowszej koncepcji, reprezentowanej m.in. przez Zólyomi (por. Zólyomi 2004 Weblink) definicja przypadka gramatycznego w języku sumeryjskim winna uwzględniać w równym stopniu znaczniki rzeczownikowe i czasownikowe. Zgodnie z taką definicją przypadkiem byłaby każda zaistniała kombinacja znacznika rzeczownikowego z czasownikowym. Taki sposób liczenia daje łączną liczbę przypadków w języku sumeryjskim znacznie przewyższającą 9.
Poniżej przedstawione zostały oznaczenia przypadków rzeczowników lugal ‘król’ oraz ĝeš ‘drzewo’:
Przykład deklinacji poprzez znaczniki przypadków:
| Przypadek    | lugal        | ĝeš     | Funkcja/znaczenie                                                    |
| ------------ | ------------ | ------- | -------------------------------------------------------------------- |
| Absolutyw    | lugal-Ø      | ĝeš-Ø   | Podmiot czasown. nieprzech. / Dopełn. bliższe czasown. przech.       |
| Ergatyw      | lugal-e      | (ĝeš-e) | Agens (podmiot) czasown. przech. (prawie wyłącznie hum)              |
| Dopełniacz   | lugal-ak     | ĝeš-ak  | króla / drzewa                                                       |
| Ekwatyw      | lugal-gin    | ĝeš-gin | jak król / jak drzewo                                                |
| Celownik     | lugal-ra     | –       | królowi (tylko hum)                                                  |
| Dyrektyw     | –            | ĝeš-e   | do drzewa (tylko nonhum)                                             |
| Terminatyw   | lugal-še     | ĝeš-še  | ku królowi (w kierunku króla) / ku drzewu (w kierunku drzewa)        |
| Komitatyw    | lugal-da     | ĝeš-da  | razem z królem / drzewem                                             |
| Miejscownik  | –            | ĝeš-a   | przy drzewie (tylko nonhum)                                          |
| Ablatyw      | –            | ĝeš-ta  | od / z drzewa (tylko nonhum)                                         |
| Liczba mnoga | lugal-ene-ra | –       | dla królów / królom (znacznik przypadka po znaczniku liczby mnogiej) |

Przydawka dopełniaczowa następuje z reguły po słowie określanym, czyli
- np. dumu-an-ak ‘córka (dumu) boga nieba (ak) An’.

#### Frazy rzeczownikowe
Wszystkie frazy rzeczownikowe (w sumerologii zwane również ciągami rzeczownikowymi) charakteryzuje ściśle ustalona kolejność ich części składowych. Kolejność ta jest następująca:
- 1 podstawa frazy + 2 przydawki przymiotnikowe lub imiesłowowe + 3 liczebniki + 4 przydawki dopełniaczowe + 5 zdania względne + 6 possessory +
- 7 znacznik liczby mnogiej + 8 apozycje + 9 znacznik przypadka

Oczywiście nie wszystkie pozycje muszą być obsadzone. Pozycje (2), (4), (5) i (8) mogą mieć same w sobie formę złożonych fraz, czego wynikiem mogą być frazy wielokrotnie zagnieżdżone oraz bardzo złożone konstrukcje.
Poszczególne pozycje frazy rzeczownikowej mogą być obsadzone w następujący sposób:
| Pozycja | Opis                     | Możliwe obsadzenia |
| ------- | ------------------------ | --- |
| 1       | Podstawa                 | rzeczowniki, złożenia, zaimki; rzeczowniki odczasownikowe |
| 2       | Przymiotniki/imiesłowy   | przymiotniki; bezokolicznikowe lub nieosobowe formy czasownika(wymagana przydawka)                                                                                         |
| 3       | Liczebniki               | liczebniki; (przy obsadzeniu tej pozycji, pozycja 7 jest nieobsadzona) |
| 4       | Przydawki dopełniaczowe  | frazy rzeczownikowe ze znacznikiem dopełniacza (patrz wyżej) |
| 5       | Zdania względne          | pełne zdania z podporządkowaną (zależną) formą czasownika |
| 6       | Possessory               | enklityczne zaimki dzierżawcze (patrz wyżej) |
| 7       | Znaczniki liczby mnogiej | znacznik liczby mnogiej /-ene/ (tylko wówczas, gdy podstawa frazy rzeczownikowej jest rzeczownikiem z grupy osobowej (hum) oraz nie jest bliżej określona przez liczebnik) |
| 8       | Apozycje                 | frazy nominalne, które same mogą składać się z pozycji od 1 do 7 |
| 9       | Znaczniki przypadków     | znacznik przypadka (patrz wyżej „Przypadki gramatyczne“) |

Dodatkowo możliwa jest tzw. „antycypacyjna konstrukcja dopełniaczowa”, w której fraza dopełniaczowa (pozycja 4) poprzedza drugą frazę rzeczownikową, lecz zostaje powtórzona przez rezumptywny zaimek dzierżawczy (w pozycji 6). Przykładem takiej konstrukcji jest przykład 11 w poniższym zestawieniu.
Przykład sumeryjskich ciągów rzeczownikowych:
Liczby przed częściami składowymi odnoszą się do ich pozycji w ciągu rzeczownikowym. Należy zwrócić uwagę na konstrukcje zagnieżdżone […].
| Przykład | Sumeryjski                      | Analiza / tłumaczenie |
| -------- | ------------------------------- | --- |
| 1        | dumu saĝ An-ak                  | 1 córka + 2 pierworodna + 4 [1 An + 9 DOP] |
|          |                                 | „pierworodna córka (boga) Ana” |
| 2        | ama-ani-ra                      | 1 matka + 6 POSS + 9 CEL |
|          |                                 | „dla jego matki” |
| 3        | e libir-eš                      | 1 dom + 2 stary + 9 TERM |
|          |                                 | „ku staremu domowi” |
| 4        | sipa anše-ak-ani                | 1 pasterz + 4 [1 osioł + 9 DOP] + 6 POSS |
|          |                                 | „jego pasterz osła” = „jego wypasacz osłów” |
| 5        | bad Lagaški-ak-a                | 1 mur(y) + 4 [1 LagašMiejsce + 9 DOP] + 9 MIEJSC |
|          |                                 | „w murach Lagaš” (brak oznaczenia liczby mnogiej) |
| 6        | e inr̂u-a-a                      | 1 dom + 5 [zbudował + SUBORD (-a)] + 9 MIEJSC |
|          |                                 | „w domu, który zbudował” |
| 7        | dumu dEnlil-ak-ak               | 1 [1 syn + 4 [1 bógEnlil + 9 DOP]] + 9 DOP |
|          |                                 | „syna (boga) Enlila” |
| 8        | ama dumu zid-ani-ene-ak-ra      | 1 matka + 4 [1 syn + 2 prawdziwy + 6 jego + 7 PL + 9 DOP] + 9 CEL |
|          |                                 | „dla matki jego prawdziwych (=prawowitych) synów” |
| 9        | ama dumu zid lugal-ak-ene-ak-ra | 1 matka + 4 [1 syn + 2 prawdziwy + 4 [1 król + 9 DOP] + 7 LMN + 9 DOP] + 9 CEL |
|          |                                 | „dla matki prawdziwych (=prawowitych) synów króla” |
| 10       | kaskal lu du-bi nu-gi-gi-ed-e   | 1 ścieżka + 2 [1 mężczyzna + 2 iść (imiesłów czasu teraźniejszego i przyszłego) + 7 jej (dot. ścieżki)] + nie (nu-)-wrócić (gi-gi)-imiesłów czasu teraźniejszego i przyszłego (-ed) + 9 DIR (-e) |
|          |                                 | „na ścieżkę, z której ten, kto nią kroczy, nie wraca” |
| 11       | lugal-ak dumu-ani-ra            | (antycypacyjna konstrukcja dopełniaczowa) 4 [1 król + 9 DOP] + 1 syn + 6 być (określ. na króla) + 9 CEL                                                                                          |
|          |                                 | „dla syna króla” (ze szczególnym podkreśleniem słowa „król”) |

Powyższe przykłady pokazują, jak złożone mogą być zagnieżdżone ciągi rzeczownikowe. Duża konsekwencja w zachowaniu tej samej kolejności ich elementów ułatwia jednakże interpretację.

#### Struktura fraz rzeczownikowych w innych językach
| Przykład | Język            | Fraza rzeczownikowa | Analiza                             | Tłumaczenie          |
| -------- | ---------------- | ------------------- | ----------------------------------- | -------------------- |
| 1        | język sumeryjski | šeš-ĝu-ene-ra       | brat – POSS – LMN – PRZYPADEK       | dla moich braci      |
| 2        | język mongolski  | minu aqa-nar-dur    | POSS – brat – LMN – PRZYPADEK       | dla moich braci      |
| 3        | język turecki    | kardeş-ler-im-e     | brat – LMN – POSS – PRZYPADEK       | do moich braci       |
| 4        | język węgierski  | barát-ai-m-nak      | przyjaciel – LMN – POSS – PRZYPADEK | dla moich przyjaciół |
| 5        | język fiński     | talo-i-ssa-ni       | dom – LMN – PRZYPADEK – POSS        | w moich domach       |
| 6        | język buruszaski | u-mi-tsaro-alar     | POSS – matka – LMN – PRZYPADEK      | do ich matek         |
| 7        | język baskijski  | zahagi berri-etan   | bukłak – nowy – PRZYPADEK+LMN       | w nowych bukłakach   |

Powyższe przykłady pokazują, że w językach aglutynacyjnych możliwe są bardzo różne typy fraz rzeczownikowych, jeżeli weźmie się pod uwagę kolejność występowania ich elementów. We wszystkich wymienionych językach oraz w większości pozostałych języków aglutynacyjnych kolejność występowania morfemów podlega jednakże stałej regule.

### Zaimki

#### Zaimki osobowe
Język sumeryjski posiada następujące samodzielne zaimki osobowe:
| Osoba, liczba         | Język sumeryjski | Język polski |
| --------------------- | ---------------- | ------------ |
| 1. os. l. pojedynczej | ĝe               | ja           |
| 2. os. l. pojedynczej | ze               | ty           |
| 3. os. l. pojedynczej | ane, ene         | on, ona, ono |
| 1. os. l. mnogiej     | menden           | my           |
| 2. os. l. mnogiej     | menzen           | wy           |
| 3. os. l. mnogiej     | anene, enene     | oni, one     |

1. i 2. osoba liczby mnogiej zastępowane są konstrukcjami opisowymi. Samodzielne zaimki osobowe nie posiadają formy ergatywnej, co oznacza, iż posiadają taką samą formę jak podmiot czasowników przechodnich i nieprzechodnich (jest to jeden z powodów, dla których mówi się o ergatywności rozszczepionej w języku sumeryjskim).

#### Zaimki dzierżawcze
Konstrukcje takie jak „moja matka” wyrażane są w języku sumeryjskim przy pomocy enklitycznych zaimków dzierżawczych:
|                   | 1. osoba | 2. osoba  | 3. osoba                   |
| ----------------- | -------- | --------- | -------------------------- |
| liczba pojedyncza | -ĝu      | -zu       | (-a-)ni (PK), -bi (nonhum) |
| liczba mnoga      | -me      | -zu-ne-ne | (-a)-ne-ne                 |

Przykłady tworzenia form dzierżawczych:
| Język sumeryski | Język polski                    |
| --------------- | ------------------------------- |
| ama-zu          | twoja matka                     |
| dub-ba-ni       | jego / jej tabliczka do pisania |
| ama-za(-k)      | twojej matki (dopełniacz)       |
| dub-ba-ni-še    | do jego / jej tabliczki         |

Powyższe przykłady pokazują, iż wyrazy enklityczne poprzedzają znacznik przypadka gramatycznego. -zu zamienia się np. przed /a/ na -za (3 przykład).

#### Zaimki wskazujące
Do najczęściej spotykanych sumeryjskich zaimków wskazujących (o znaczeniu „ten, ta, to”) należą dodawane do rzeczownika zaimki: -ne (np. lu-ne ‘ten człowiek’, ud-ne ‘tego dnia’), -bi (tylko klasa rzeczy, np. ud-bi-a ‘w ten dzień’) oraz -ri (np. ud-ri-a ‘w tych dniach’). Poza nimi spotykane też są samostojące zaimki wskazujące ur5 i ne-e(n) ‘to’.

#### Zaimki pytające
Przykłady zaimków pytających: a-na ‘co?’; a-ba ‘kto?’; me-a ‘gdzie?’.

### Liczebniki

#### Liczebniki główne
W języku sumeryjskim występuje sześćdziesiątkowy system liczebnikowy.
Przykłady sumeryjskich liczebników głównych:
- aš/diš – 1
- min – 2
- eš5 – 3
- limmu – 4
- ia2 – 5
- aš3 – 6
- imin – 7
- ussu – 8
- ilimmu – 9
- u/hu3 – 10
- niš – 20
- ušu3 – 30
- nimin – 40
- ninnu – 50
- ḡeš2 – 60
- ḡeš2-u – 600 (60 × 10)
- šar2 – 3600
- šar2-u – 36 000 (3600 × 10)

#### Liczebniki porządkowe
Liczebniki porządkowe w języku sumeryjskim charakteryzuje występowanie złożonego przyrostka -ak-am, np. ud-diš-ak-am (‘pierwszy dzień’), ud-min-ak-am (‘drugi dzień’).

### Morfologia czasownika
Budowa form osobowych czasownika w języku sumeryjskim jest nadzwyczaj złożona, gdyż w formie czasownikowej, poza zwykłymi oznaczeniami czasu i podmiotu, należy uwzględnić różnice form modalnych, wskazówki dotyczące kierunku czynności oraz odniesienia do frazy rzeczownikowej i dopełnienia wyrażonego zaimkiem. Można zatem powiedzieć, iż budowa czasownika w języku sumeryjskim ma charakter polisyntetyczny. (Podstawowa struktura formy czasownika w języku sumeryjskim wykazuje duże podobieństwa typologiczne do konstrukcji czasowników w języku buruszaskim. Rozmieszczenie funkcji zaimkowych przyrostków i przedrostków czasowników przechodnich i nieprzechodnich jest prawie identyczne. System czasów w języku sumeryjskim jest jednak dużo prostszy.)
Podobnie jak w ciągu rzeczownikowym (patrz wyżej) pozycja poszczególnych morfemów jest dokładnie ustalona. Mimo tego praktyczna analiza form czasownikowych przysparza trudności z powodu konieczności uwzględnienia złożonych reguł kontrakcji i asymilacji oraz szczególnych form zapisu graficznego. Wiele ‘słabych’ formantów, takich jak /-e-/ mogło też nie być używanych.
Morfologia czasownika jest przedstawiona w oparciu o Zólyomi 2005.

#### 14 pozycji formy czasownika
Przed podstawą czasownika (forma tematu czasownika, patrz niżej) może wystąpić dziesięć różnych przedrostków, za podstawą czasownika – do trzech przyrostków; czasownik w języku sumeryjskim posiada zatem – łącznie z podstawą słowotwórczą – 14 pozycji, w których można umieścić morfemy będące nośnikami określonej funkcji znaczeniowej i składające się na całość znaczenia danej formy czasownika. Takie pozycje nazywa się slotami (slots – pojęcie z teorii gramatyki stworzonej w ramach tagmemiki). W języku sumeryjskim nie występuje forma czasownika, w której byłyby obsadzone wszystkie sloty. Również zajęcie niektórych pozycji wyklucza zajęcie innych.
W poniższej tabeli przedstawiono sloty form czasownikowych w języku sumeryjskim, a w następnych rozdziałach szczegółowo je objaśniono, przy czym – dla ułatwienia zrozumienia tematu – kolejność objaśnień nie jest identyczna z kolejnością występowania slotów.
Sloty czasowników sumeryjskich:
| Slot | Wypełnienie                                                                                                |
| ---- | --- |
| 1    | przedrostek oznaczający negację, sekwencję lub przedrostek modalny                                         |
| 2    | przedrostek koordynacji /nga/                                                                              |
| 3    | przedrostek wenitywny /mu/ lub /m/                                                                         |
| 4    | Przedrostek medialny /ba/                                                                                  |
| 5    | przedrostek zaimkowy i przysłówkowy (w odniesieniu do pierwszego występującego przedrostka przysłówkowego) |
| 6    | przedrostek przysłówkowy 1 – celownik /a/                                                                  |
| 7    | przedrostek przysłówkowy 2 – komitatyw /da/                                                                |
| 8    | przedrostek przysłówkowy 3 – ablatyw /ta/ lub terminatyw /ši/                                              |
| 9    | przedrostek przysłówkowy 4 – miejscownik /ni/ lub dyrektyw /i/ lub /j/                                     |
| 10   | przedrostek zaimkowy                                                                                       |
| 11   | podstawa czasownikowa (patrz Klasy czasownikowe)                                                           |
| 12   | znacznik czasu przyszłego i teraźniejszego /ed/ lub /e/                                                    |
| 13   | przyrostek zaimkowy                                                                                        |
| 14   | subordynator /-a/: nominalizacja odczasownikowa                                                            |

Jako „slot 0” można byłoby uznać protetyczny przedimek /i-/, stosowany zawsze wówczas, gdyby bez jego użycia przedrostkiem była pojedyncza spółgłoska względnie słowo zaczynało się od dwóch spółgłosek, lub gdy nie ma żadnego przedrostka, a czasownik musi mieć formę osobową.

#### Czas i aspekt
Język sumeryjski nie posiada absolutnych czasów gramatycznych, tylko względny system aspektowo-czasowy. Czas teraźniejszy-przyszły (zwany również niedokonanym) oznacza czynności jeszcze nie zakończone, odbywające jednocześnie z danym zdarzeniem stanowiącym punkt odniesienia lub następujące po nim, natomiast czas przeszły (zwany również dokonanym) wyraża czynności zakończone i poprzedzające dany moment odniesienia. Czasowniki statyczne tworzą tylko czas przeszły.
Czasy teraźniejszy-przyszły i przeszły różnią się między sobą w trybie oznajmującym różnymi zrostkami w slocie 10 i 13, formą podstawy czasownikowej (slot 11) oraz znacznikiem czasu teraźniejszego-przyszłego /-ed/ w slocie 12. Te trzy możliwe oznaczenia nie występują naraz w jednej formie czasownika.

#### Podstawy i klasy czasownikowe (slot 11)
Czasowniki w języku sumeryjskim można podzielić według formy ich podstawy (formy tematu) na cztery klasy:
- czasowniki niezmienne – posiadające tę samą podstawę w czasie teraźniejszym-przyszłym co w czasie przeszłym (ok. 50–70% wszystkich czasowników)
- czasowniki reduplikujące się, których podstawa reduplikuje się w czasie przyszłym-teraźniejszym, z możliwością wystąpienia zmian.
- czasowniki rozszerzające się, których podstawa w czasie teraźniejszym-przyszłym – w odróżnieniu od czasu przeszłego – ulega rozszerzeniu o jedną spółgłoskę.
- czasowniki supletywne, których podstawa w czasie teraźniejszym-przyszłym jest zupełnie inna, niż podstawa w czasie przeszłym.

Poza tym niektóre czasowniki mają inną podstawę, występując z agensem lub podmiotem w liczbie mnogiej niż wówczas, gdy występują z agensem lub podmiotem w liczbie pojedynczej. Prowadzi to do zasadniczo czterech form tematu stanowiącego podstawę czasownikową, co ukazuje poniższy przykład.
Przykłady podstaw czasownikowych:
| Czasownik          | Znaczenie   | Przeszły lp. | Przeszły lmn. | Teraźniejszy-przyszły lp. | Teraźniejszy-przyszły lmn. | Klasa             |
| ------------------ | ----------- | ------------ | ------------- | ------------------------- | -------------------------- | ----------------- |
| šum                | dawać       | šum          | šum           | šum                       | šum                        | niezmienny        |
| gu                 | jeść        | gu           | gu            | gu                        | gu                         | niezmienny        |
| ge                 | wracać      | ge           | ge            | ge-ge                     | ge-ge                      | reduplikujący się |
| kur                | wchodzić    | kur          | kur           | ku-ku                     | ku-ku                      | reduplikujący się |
| naĝ                | pić         | naĝ          | naĝ           | na-na                     | na-na                      | reduplikujący się |
| e                  | wychodzić   | e            | e             | ed                        | ed                         | rozszerzający się |
| te                 | zbliżać się | te           | te            | teĝ                       | teĝ                        | rozszerzający się |
| ĝen/er(e)/du/su(b) | iść         | ĝen          | er(e)         | du                        | su(b)                      | supletywny        |
| dug/e              | mówić       | dug          | e             | e                         | e                          | supletywny        |
| gub/šu(g)          | stać        | gub          | šu(g)         | gub                       | šu(g)                      | supletywny        |
| til/se             | żyć         | til          | se (sig)      |                           |                            | supletywny        |
| uš/ug              | umierać     | uš           | ug            |                           |                            | supletywny        |

Poprzez wybór różnych podstaw czasownikowych można zatem wyrazić dwie funkcje:
1. Oznaczenie czasu teraźniejszego-przyszłego i odróżnienie go od czasu przeszłego.
2. Oznaczenie podmiotu w liczbie mnogiej i odróżnienie go od podmiotu w liczbie pojedynczej.

#### Przyrostki zaimkowe w slocie 13
Są dwie formy przyrostków zaimkowych, którymi wypełnia się slot 13 (rzędy A i B); przyrostki te różnią się między sobą jednakże tylko w 3. osobie:
|        | 1. lp. | 2. lp. | 3. lp. | 1. lmn. | 2. lmn. | 3. lmn. |
| ------ | ------ | ------ | ------ | ------- | ------- | ------- |
| Rząd A | -en    | -en    | -e     | -enden  | -enzen  | -ene    |
| Rząd B | -en    | -en    | -Ø     | -enden  | -enzen  | -eš     |

W czasie teraźniejszym-przyszłym przyrostki zaimkowe wymienione w rzędzie A oznaczają agensa czasownika przechodniego, a czasowniki wymienione w rzędzie B – podmiot czasownika nieprzechodniego, który (zasadniczo do końca 3 tysiąclecia) poprzedzony jest znacznikiem /-ed/ w slocie 12.
W czasie przeszłym używane są tylko przyrostki zaimkowe wymienione w rzędzie B. Oznaczają one podmiot czasowników nieprzechodnich, dopełnienie czasowników przechodnich oraz agensa w liczbie mnogiej.

#### Przedrostki zaimkowe w slocie 10
Przedrostki zaimkowe w slocie 10 oznaczają agensa czasu przeszłego (stosowane są tylko formy w liczbie pojedynczej, patrz schemat koniugacji w czasie przeszłym) i dopełnienie bliższe w czasie teraźniejszym-przyszłym. Slot jest nieobsadzony w przypadku 1 i 2 osoby liczby mnogiej:
| 1. lp.   | 2. lp.   | 3. lp. hum | 3. lp. nonhum | 3. lmn.   |
| -------- | -------- | ---------- | ------------- | --------- |
| j, e (?) | j, e (?) | n          | b lub Ø       | nne lub b |

#### Znacznik czasu teraźniejszego-przyszłego /-ed/ w slocie 12
W przypadku, gdy podstawa czasownikowa nie posiada żadnej szczególnej formy czasu teraźniejszego-przyszłego, nieprzechodnie czasowniki w czasie teraźniejszym-przyszłym odróżnia się od nieprzechodnich czasowników w czasie przeszłym tylko poprzez znacznik /-ed/ w slocie 12.

#### Schemat koniugacji w czasie teraźniejszym-przyszłym (niedokonanym)
W ten sposób otrzymuje się następujący schemat koniugacji w czasie teraźniejszym-przyszłym (PF, praesens-futurum):
| Slot       | Slot 10           | Slot 11   | Slot 12     | Slot 13                        |
| Funkcja    | Dopełnienie       | Podstawa  | Znacznik PF | Agens/Podmiot czas. nieprzech. |
| ---------- | ----------------- | --------- | ----------- | ------------------------------ |
| przech.    | przedrost. zaimk. | podst. PF |             | przyrost. zaimk. rząd A        |
| nieprzech. |                   | podst. PF | /ed/        | przyrost. zaimk. rząd B        |

#### Schemat koniugacji czasu przeszłego (dokonanego)
Przyrostki zaimkowe w slocie 13, rząd B (formy – patrz wyżej), oznaczają w czasie przeszłym podmiot czasowników nieprzechodnich oraz dopełnienie bliższe czasowników przechodnich.
Agens czasownika przechodniego w czasie przeszłym wyrażony jest w liczbie pojedynczej przez formy przedrostka zaimkowego w slocie 10 (formy – patrz wyżej), w liczbie mnogiej – również przez przedrostki oznaczające liczbę pojedynczą w slocie 10 oraz dodatkowo przez przyrostki oznaczające liczbę mnogą w slocie 13, rząd B (formy – patrz wyżej). W tym przypadku (agens w liczbie mnogiej) nie jest możliwe oznaczenie dopełnienia zaimkowego, gdyż slot 13 jest obsadzony. W ten sposób otrzymujemy następujący schemat koniugacji czasu przeszłego:
| Slot               | Slot 10               | Slot 11                | Slot 13                                      |
| Funkcja            | Agens                 | Podstawa               | Podmiot. czas. nieprzech./Dopełn./Agens lmn. |
| ------------------ | --------------------- | ---------------------- | -------------------------------------------- |
| nieprzech.         |                       | postawa – cz. przeszły | podmiot: przyrost. zaimk. rząd B             |
| przech. lp. agens  | przedrost. zaimk.     | postawa – cz. przeszły | dopełn.: przyrost. zaimk. rząd B             |
| przech. lmn. agens | przedrost. zaimk. lp. | postawa – cz. przeszły | agens: przyrost. zaimk. rząd B lmn.          |

#### Koniugacja: podsumowanie
Poniższa tabela przedstawia schemat koniugacji czasowników w języku sumeryjskim w czasie teraźniejszym-przyszłym (PF) i przeszłym.
| Czas         | Przech./nieprzech. | Slot 10                      | Slot 11               | Slot 12     | Slot 13                             |
| ------------ | ------------------ | ---------------------------- | --------------------- | ----------- | ----------------------------------- |
|              |                    | przedrost. zaimkowe          | podst. czasown.       | znacznik PF | przyrost. zaimkowe                  |
| PF           | przech.            | dopełn.: przedrost. zaimk.   | podst. PF             |             | agens: przyrost. zaimk. rząd A      |
|              | nieprzech.         |                              | podst. PF             | /ed/        | podmiot: przyrost. zaimk. rząd B    |
| cz. przeszły | przech. lp.        | agens: przedrost. zaimk.     | podst. cz. przeszłego |             | dopełn.: przyrost. zaimk. rząd B    |
|              | przech. lmn.       | agens: przedrost. zaimk. lp. | podst. cz. przeszłego |             | agens: przyrost. zaimk. rząd B lmn. |
|              | nieprzech.         |                              | podst. cz. przeszłego |             | podmiot: przyrost. zaimk. rząd B    |

#### Ergatywność rozszczepiona i system czasownikowy w języku sumeryjskim
W czasie teraźniejszym-przyszłym stosuje się dla 1 i 2 osoby faktycznie system nominatywno-akuzatywny, gdyż agens i podmiot zdania nieprzechodniego są oznaczane przy użyciu tych samych przyrostków zaimkowych w slocie 13, podczas gdy dopełnienie oznaczane jest za pomocą przedrostków w slocie 10. W 3 osobie liczby pojedynczej i mnogiej stosowane są konstrukcje ergatywne z różnymi zrostkami dla agensa i podmiotu zdania nieprzechodniego.
W czasie przeszłym stosowane są tylko konstrukcje ergatywne: podmiot zdania nieprzechodniego i dopełnienie bliższe wyrażane są przy pomocy tych samych przyrostków zaimkowych rzędu B w slocie 13.

#### Przedrostki przysłówkowe w slocie 6 – 9
W slotach od 6 do 9 mogą wystąpić przedrostki przysłówkowe, będące nośnikami dodatkowej informacji o przebiegu czynności.
| Slot        | Slot 6   | Slot 7    | Slot 8 A | Slot 8 B   | Slot 9 A    | Slot 9 B |
| Funkcja     | celownik | komitatyw | ablatyw  | terminatyw | miejscownik | dyrektyw |
| ----------- | -------- | --------- | -------- | ---------- | ----------- | -------- |
| przedrostek | a        | da (di)   | ta (ra)  | ši         | ni          | i / j    |

Z przedrostków podanych w slotach 8 i 9 może być użyty każdorazowo tylko jeden. Przed przedrostkiem miejscownikowym /ni/ przedrostek komitatywny może zamienić się w /di/, zaś przedrostek ablatywny pomiędzy samogłoskami – w /ra/.

#### Przedrostki zaimkowe w slocie 5
Przedrostki zaimkowe w slocie 5 odnoszą się do pierwszego przedrostka przysłówkowego w slotach 6–9 i są przez niego z powrotem przejmowane:
| Osoba       | 1. lp. | 2. lp.   | 3. lp. hum | 1. lmn. | 2. lmn. | 3. lmn. |
| ----------- | ------ | -------- | ---------- | ------- | ------- | ------- |
| Przedrostki | j (?)  | ir, j, e | nn, n      | me      | ene     | nne     |

W stosowaniu tych przedrostków istnieje wiele wyjątków i przypadków szczególnych; częściowo stosowane są w zastępstwie przedrostki zajmujące sloty 3 i 4. Przed przedrostkiem w celowniku i dyrektywie w 1 osobie lp. stosowana jest forma przedrostka wenitywnego /mu/ (patrz slot 2 poniżej). W zastępstwie brakującego przedrostka 3 osoby lp. klasy nieosobowej używany jest przedrostek-nośnik /ba/ (patrz slot 4 poniżej). Przedrostki /jr/, /nn/, /nne/ występujące na początku poprzedza protetyczne (przednie) /-i/.

#### Przedrostek medialny (przedrostekstrony medialnej) /ba/ w slocie 4
„Przedrostek medialny” /ba/ w slocie 4 wyraża, że czynność dotyczy bezpośrednio gramatycznego podmiotu zdania lub jego interesów. Drugorzędną funkcją przedrostka /ba/ jest zastępowanie przedrostka zaimkowego w slocie 5 w 3 osobie lp. klasy nieosobowej (ostatni przykład).
Przykłady użycia przedrostka medialnego /ba/:
| Forma czasownika | Analiza 1                                | Analiza 2                                            | Znaczenie                  |
| ---------------- | ---------------------------------------- | ---------------------------------------------------- | -------------------------- |
| ba-úš            | 4 ba – 11 uš – 13 Ø                      | MED-umierać-3 lp. podmiot                            | on umiera                  |
| ba-hul           | 4 ba – 11 hul – 13 Ø                     | MED-niszczyć-3 lp. podmiot                           | został zniszczony          |
| ba-an-tuku       | 4 ba – 10 n – 11 tuku – 13 Ø             | MED-3.lp.Ag-mieć-3 lp.dopełn.                        | wziął dla siebie           |
| igi ba-ši-bar    | igi-Ø 4 ba – 8 ši – 10 n – 11 bar – 13 Ø | oko-Abs. 3.SA.Pr-TERM-3.lp.Ag.-kierować-3 lp.dopełn. | skierował swoje oko na coś |

#### Przedrostek wenitywny /mu/ w slocie 3
Przedrostek wenitywny oznacza ruch czynności w kierunku miejsca, w którym znajduje przedmiot, osoba, sytuacja itp., o której mowa w przekazie słownym, lub w kierunku uzupełnienia przysłówkowego. Przed przedrostkiem celownikowym (slot 6) lub dyrektywnym (slot 9) występuje on w 1 lp. jako przedrostek zaimkowy (w zastępstwie za slot 5).
Formy przedrostka wenitywnego:
- /m/ przed samogłoską, przed /b/ i bezpośrednio przed podstawą czasownikową (asymilacja /mb/ do /mm/ i ostatecznie skrócenie do /m/);
- we wszystkich pozostałych przypadkach brzmi on /mu/, przy czym samogłoska /u/ może zasymilować się z samogłoską następującej po niej sylaby.

#### Przedrostek koordynacji /nga/ w slocie 2
Ten przedrostek łączy się z ostatnią formą czasownikową równorzędnego ciągu form czasownikowych i oznacza „jak również”. Spełnia zatem funkcję koordynacyjną w obrębie zdania.

#### Przedrostki modalne w slocie 1
W slocie 1 występują przedrostek przeczący, sekwencyjny lub właściwe przedrostki modalne.
Przedrostek przeczący' czasowników trybie oznajmującym (i w formie bezosobowej) brzmi /nu-/; samogłoska /u/ może zasymilować się z samogłoskami następującej po niej sylaby. Przed sylabami /ba/ i /bi/ przedrostek przeczący brzmi /la-/ lub /li-/.
Przedrostek sekwencyjny /u-/ wyraża późniejsze wystąpienie w czasie czynności wyrażonej przez daną formę czasownikową w stosunku do wcześniej opisanych czynności („i potem...”, „i wtedy...”). Samogłoska /u/ może zasymilować się z samogłoską następującej po niej sylaby.
Siedem przedrostków przypisanych do slotu 1 wyraża modalność czynności, tj. modyfikuje neutralne, podstawowe znaczenie czasownika. Przy czym modyfikacji może być poddana zarówno realność wypowiadanej treści (modalność epistemiczna: „na pewno”, „prawdopodobnie”, „na pewno nie...”), lub stopień przyzwolenia na nią, tj. co należy bądź czego nie należy robić (modalność deontyczna).
Przedrostki modalne w slocie 1:
| Przedrostek | Zastosowanie | Semantyka                          | Znaczenie                                                                 |
| ----------- | ------------ | ---------------------------------- | ------------------------------------------------------------------------- |
| ga-         | deontyczny   | pozytywny, tylko 1 osoba lp i lmn. | chcę / chcemy robić                                                       |
| ha-         | deontyczny   | optatywny                          | musi być zrobione / powinno być zrobione (życzenie możliwe do spełnienia) |
|             | epistemiczny | afirmatywny                        | jest możliwe /pewne, że                                                   |
| bara-       | deontyczny   | zakazujący                         | nie wolno robić                                                           |
|             | epistemiczny | silnie przeczący                   | jest pewne, że nie                                                        |
| na(n)-      | deontyczny   | słabo przeczący                    | nie powinno być zrobione                                                  |
|             | epistemiczny | negatywny                          | niemożliwe, że                                                            |
| na-         | epistemiczny | pozytywny                          | to prawda                                                                 |
| ša-         | epistemiczny | pozytywny                          | to prawda                                                                 |
| nuš-        | deontyczny   | pozytywny                          | powinno być zrobione (życzenie niemożliwe do spełnienia)                  |

#### Protetyczne /i-/
Protetyczny (przedni) przedrostek ì- występuje zawsze jako uzupełnienie przedrostka, który składa się tylko z jednej spółgłoski, słowa zaczynającego się od dwóch spółgłosek lub gdy nie ma przedrostka, a czasownik ma mieć formę osobową.

#### Przykłady budowy form czasownikowych
Poniżej formy czasownikowe zostały rozłożone na pojedyncze morfemy; po każdym z nich następuje numer slotu (slot 0 jest przypisany protetycznemu /ì-/).
| Przykład | Pisownia              | Rozłożenie na morfemy (wraz ze slotami)/Analiza                                                                                           | Tłumaczenie                          |
| -------- | --------------------- | --- | ------------------------------------ |
| 1        | lugal mu-ĝen          | lugal-Ø mu (3) – ĝen (11) – Ø (13) król-ABS WENIT–iść.Przeszły–3lp. Podmiot zd. nieprzech.                                                | król przyszedł                       |
| 2        | lugal-e bad ì-in-sè   | lugal-e bad-Ø i (0) – n (10) – seg (11) – Ø (13) król-ERG mur-ABS PROT-3pl.AG-zburzyć-3pl.Dopełn. bl.                                     | król zburzył mur(y)                  |
| 3        | im-ta-sikil-e-ne      | i (0) – m (3) – b (5) – ta (8) – b (10) – sikil (11) – e (12) – ene (13) PROT-WENIT-3.nonhum-ABL-3.nonhum.Dopełn. bl.-czyścić.PF-3lmn.hum | oni czyszczą to tutaj tym            |
| 4        | mu-ra-an-sum          | mu (3) – jr (5) – a (6) – n (10) – sum (11) – Ø (13) WENIT-2lp.-CEL-3.hum.AG-dać.Przeszły-3.Dopełn. bl.                                   | on dał to tobie                      |
| 5        | mu-na-ab-ús-e         | mu (3) – n (5) – a (6) – b (10) – us (11) – e (12) – Ø (13) WENIT-3.hum-CEL-3.hum.Dopełn. bl.-narzucać-CZ.NIEDOK.-3lp.hum.AG              | on narzucał mu to                    |
| 6        | zú-ĝu10 ma-gig        | zu-ĝu m (3) – Ø (5) – a (6) – gig (11) – Ø (13) ząb-1lp.POSS WENIT-1lp.-CEL-chory.być.Przeszły-3.Podm. zd. nieprzech.                     | ząb mnie bolał                       |
| 7        | ki-bi-šè ba-ni-in-ĝar | ki-bi-še ba (4) – ni (9) – n (10) – ĝar (11) – Ø (13) miejsce-3.nonhum.POSS-TERM MED-MIEJSC-3.hum.AG-stawiać-3.Dopełn. bl.                | postawił to na swoje miejsce         |
| 8        | nu-mu-ù-ta-zu         | nu (1) – mu (3) – j (5) – ta (8) – Ø (10) – zu (11) – Ø (13) NEG-WENIT-2lp.-ABL-1lp.AG-wiedzieć.Przeszły-3.Dopełn. bl.                    | nie dowiedziałem się tego od ciebie  |
| 9        | ḫé-mu-ù-zu            | ḫe (1) – mu (3) – j (10) – zu (11) – Ø (13) PREK-WENIT-2lp.AG-wiedzieć.Przeszły-3.Dopełn. bl.                                             | obyś tego doświadczył!               |
| 10       | ù-na-du11             | u (1) – n (5) – a (6) – j (10) – dug (11) – Ø (13) SEKW-3lp.hum-CEL-2lp.AG-powiedzieć.Przeszły-3.Dopełn. bl.                              | i wtedy powiedziałeś mu co następuje |

### Inne formy
Inne formy czasownikowe (tryb rozkazujący, formy bezosobowe czasownika), zastosowanie pozostałych części mowy (zaimki, liczebniki, spójniki) oraz w szczególności składnia sumeryjska zawarte są w poniższej literaturze.

### Wyjaśnienie skrótów
| Skrót                   | Wyjaśnienie                                                  |
| ----------------------- | ------------------------------------------------------------ |
| 1.                      | 1. osoba                                                     |
| 2.                      | 2. osoba                                                     |
| 3.                      | 3. osoba                                                     |
| ABL                     | ablatyw                                                      |
| AGENS/AG                | podmiot zdania przechodniego (agens)                         |
| CEL                     | celownik                                                     |
| MIEJSC                  | miejscownik                                                  |
| MED                     | medium                                                       |
| NEG                     | przeczenie                                                   |
| Dopełn. bl.             | dopełnienie bliższe (patiens)                                |
| lmn.                    | liczba mnoga                                                 |
| PF                      | praesens-futurum (wł. niedokonany; marû)                     |
| hum                     | klasa osobowa                                                |
| POSS                    | zaimek dzierżawczy                                           |
| PREK                    | prekatyw                                                     |
| PROT                    | samogłoska protetyczna /ì-/                                  |
| Przeszły                | czas przeszły (wł. dokonany; ḫamṭu)                          |
| lp.                     | liczba pojedyncza                                            |
| Podmiot. zd. nieprzech. | podmiot zdania nieprzechodniego                              |
| SEKW                    | sekwencyjna forma czasownika (następująca w czasie po innej) |
| nonhum                  | klasa nieosobowa                                             |
| TERM                    | terminatyw (przypadek)                                       |
| WENT                    | wenityw                                                      |

### Gramatyka
- Pascal Attinger: Eléments de linguistique sumérienne Editions Universitaires de Fribourg. Vandenhoeck & Ruprecht, Göttingen 1993. ISBN 3-525-53759-X.
- Jan Braun: Język sumeryjski, [w:] Mezopotamia, praca zbiorowa pod redakcją Jana Brauna, PWN, Warszawa 1981, s. 50–57.
- Dietz-Otto Edzard: A Sumerian Grammar. Brill, Leiden 2003. ISBN 90-04-12608-2.
- Adam Falkenstein: Das Sumerische. Brill, Leiden 1959, 1964.
- Adam Falkenstein: Grammatik der Sprache Gudeas von Lagaš. Bd 1. Schrift- und Formenlehre; Bd 2. Syntax. Analecta Orientalia. Rom 28.1978, 29.1978 (2. Aufl.).
- John L. Hayes: Sumerian. A manual of Sumerian grammar and texts. Undena Publications, Malibu Cal 2000 (2. Aufl.). ISBN 0-89003-197-5.
- Bram Jagersma: A descriptive grammar of Sumerian. Leiden 2010
- И.Т. Канева: Шумерский язык. Orientalia. Центр „Петербургское Востоковедение”, Sankt Petersburg 1996.
- Piotr Michalowski: Sumerian. In: The Cambridge Encyclopedia of the World’s Ancient Languages. Edited by Roger D. Woodard. Cambridge University Press, Cambridge 2004. ISBN 0-521-56256-2.
- Arno Poebel: Grundzüge der sumerischen Grammatik. Rostock 1923.
- Marie-Louise Thomsen: The Sumerian Language. An Introduction to its History and Grammatical Structure. Akademisk-Forlag, Kopenhagen 1984, 2001. ISBN 87-500-3654-8.
- Gábor Zólyomi: Genitive Constructions in Sumerian. in: Journal of Cuneiform Studies (JCS). The American Schools of Oriental Research. ASOR, Boston Mass 48.1996, S. 31–47. ISSN 0022-0256.
- Gábor Zólyomi: Sumerisch. In: Sprachen des Alten Orients. Hrsg. von Michael P. Streck. Wissenschaftliche Buchgesellschaft, Darmstadt 2005. (Grundlage für die hier vorgestellte Kurzgrammatik, insbesondere der Verbalmorphologie)

### Leksyka
- John Alan Halloran: Sumerian Lexicon. A Dictionary Guide to the Ancient Sumerian Language. Logogram Publishing, Los Angeles 2006. ISBN 0-9786429-0-2 (Vorversionen der Druckfassung auch im Internet verfügbar)
- Anton Deimel: Šumerisches Lexikon. Rom 1947.

### Pokrewieństwo językowe
- Bengtson, John D.: The Riddle of Sumerian: A Dene-Caucasic language? In: Mother Tongue. Gloucester MA 3.1997. ISSN 1087-0326.
- Diakonoff, Igor M.: External Connections of the Sumerian Language. In: Mother Tongue. Gloucester MA 3.1997. ISSN 1087-0326.
- Diakonoff, Igor M.: More on Possible Linguistic Connections of the Sumerians. In: Mother Tongue. Gloucester MA 5.1999. ISSN 1087-0326.

### Teksty
- Edmond Sollberger, Jean-Robert Kupper: Inscriptions Royales Sumeriennes et Akkadiennes. In: Littératures anciennes du Proche-Orient. Les Editions du Cerf, Paris 5.1971. ISSN 0459-5831.
- François Thureau-Dangin: Die sumerischen und akkadischen Königsinschriften. Hinrichs, Leipzig 1907.